# Jerry Lewis
Joseph Levitch (Newark, 16 de març de 1926 - Las Vegas, 20 d'agost de 2017), conegut com a Jerry Lewis, fou una icona del gènere còmic i actor estatunidenc.

## Biografia
Fill de pares jueus, Lewis va néixer a Newark, a l'estat de Nova Jersey. Els seus pares treballaven al món de l'espectacle i el petit Lewis ja cantava en gires quan tenia només cinc anys. Deixà el col·legi un any abans de finalitzar els estudis, i es dedicà a practicar la interpretació, simulant darrere dels escenaris que parlava o cantava movent la boca en consonància.

## Una parella exitosa

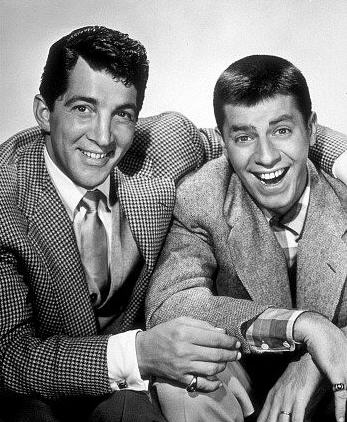
Jerry Lewis amb Dean Martin (1950)

A finals de la dècada del 40 i principis de la dècada del 50, Lewis formà parella amb Dean Martin, resultant aquesta unió en un dels duos més còmics de la història del cinema.
Llur humor, si bé reconeix arrels en el duo d'Abbot i Costello, era especial i diferent al que era vist fins llavors. Els dos portaven les situacions a extrems absurds, el que impactà fortament en un segment important del públic, tot i que és cert que no a tothom els agradà aquest tipus de comèdies.
Llur debut el feren en 1949 de la mà del productor Hal Wallis, en la pel·lícula "My Friend Irma". A aquesta pel·lícula va seguir una seqüela, i altres diverses durant els propers sis anys, en els que Lewis i Martin van romandre junts. Si bé és cert, va haver un grau d'amistat entre Martin i Lewis, Martin utilitzava Lewis per escalar dins de l'ambient de Hollywood i mentre l'ego de Lewis anava creixent perquè Martin no podia "robar càmera" a Lewis, el trencament era cada cop més imminent, fins que se separaren abruptament el 1956. Només vint anys després i gràcies a la intervenció de Frank Sinatra (un amic en comú) el duo faria les paus en el "Telethon" de Jerry Lewis.

## Una icona còmica
El 1957, després de la separació amb Dean Martin, Lewis interpretà la seva primera pel·lícula en solitari, "The Delicate Delinquent", en la que demostrà que podia triomfar sense la participació d'un company.
En els següents anys va intervenir en una sèrie de pel·lícules que foren totes elles grans èxits de taquilla. Després d'aquesta llarga experiència en el cinema Lewis va voler també dirigir, i realitzà en 1960 el film "The Bellboy", rodat en un hotel de luxe a Miami, on es produïen nombroses actuacions còmiques.
A partir de llavors Lewis fou alternant entre pel·lícules concebudes i dirigides per ell mateix i d'altres en les que es limitava a actuar-hi.
La pel·lícula d'aquesta època El professor guillat, de 1963, fou considerada per la crítica francesa com la seva millor pel·lícula. Tanmateix, els crítics d'altres països començaren a opinar-ne que Lewis estava caient en l'error de considerar-se a si mateix infal·lible en les seves actuacions. Potser va coincidir que el públic ja estava una mica cansat dels gags de Lewis, que últimament eren exagerats i es repetien d'una o una altra forma. La bona estrella de l'actor va començar a declinar, i les seves pel·lícules ja no tingueren l'èxit acostumat en taquilla.

## El Show de Jerry Lewis
A la vista d'aquesta situació, Lewis provà en televisió, on es va emetre un show de dues hores els dissabtes a la nit. També aquí l'ego de Lewis resultà negatiu, de forma que el programa fracassà i va haver d'ésser retirat de la programació. Lewis feu una pel·lícula més el 1970, però després es retirà del cinema durant deu anys. Durant aquest temps va aparèixer en un programa de televisió que durà dos anys i en espectacles en directe, entre ells en Les Vegues. Tanmateix, el que li va donar més popularitat fou el seu treball desinteressat per l'Associació Americana de Distròfia Muscular.

## Una estrella inapagable
L'any 1980 marcà la seva tornada al cinema. Va intervenir en diverses pel·lícules, algunes sèries més que de costum, i amb directors i actors coprotagonistes importants, com Martin Scorsese i Robert De Niro. Això el portà a actuar també en pel·lícules de televisió, i a convertir-se novament en un actor sol·licitat. El 1991 debutà àdhuc en Broadway, en la reedició de l'obra "Damn Yankees", en la que va interpretar el diable, paper pel que va conrear un èxit notable.
Amb els anys, Lewis ha estat reivindicat per part de la crítica, la que no pot esbiaixar que el còmic ha estat el referent d'exitosos comediants contemporanis, com Jim Carrey, Adam Sandler o Will Ferrell, en tant precursor del gag físic i desmesurat, creador de les seves pròpies rutines i d'un estil visual de vegades subtil i d'altres sobreexpressiu.
Lewis es casà dos cops, la primera el 1944. Després de 38 anys el matrimoni es divorcià. De la seva primera esposa va tenir cinc fills, i n'adoptaren un més, destacant el seu fill Gary, que durant la meitat de la dècada de 1960 va tenir una sèrie d'èxits importants en el Hit Parade amb el grup Gary Lewis & The Playboys. Es tornà a casar el 1983, i adoptà amb la seva segona esposa una filla.

## La "teletó" de Jerry Lewis
La primera "teletó" de l'actor Jerry Lewis fou l'any 1966, a benefici de l'Associació de la Distròfia Muscular (MDA), del Dia del Treball. Jerry Lewis és considerat el pare de la "teletó". Fou un esdeveniment televisat per un canal de televisió de Nova York i recaptà més d'un milió de dòlars.
Amb els anys va créixer i en els setanta ja hi participaven 65 estacions en tots els Estats Units. Avui dia, la marató televisiva de recaptació de fons dura 21,5 hores i reuneix 200 estacions de MDA "Love Network". S'ha fet una tradició en el Dia del Treball per a 60 milions de televidents nord-americans.
Sense haver estat mai nominat al Premi Oscar en tota la seva carrera en l'edició de 2008 fou guardonat amb el Premi Humanitari Jean Hersholt.

## Filmografia
| Any  | Pel·lícula                          | Paper                              | Notes                                               |
| ---- | ----------------------------------- | ---------------------------------- | --------------------------------------------------- |
| 1949 | My Friend Irma                      | Seymour                            |                                                     |
| 1950 | My Friend Irma Goes West            | Seymour                            |                                                     |
| 1950 | At War with the Army                | PFC Alvin Korwin                   |                                                     |
| 1951 | That's My Boy                       | 'Junior' Jackson                   |                                                     |
| 1952 | Sailor Beware                       | Melvin Jones                       |                                                     |
| 1952 | Jumping Jacks                       | Hap Smith                          |                                                     |
| 1952 | Camí de Bali (Road to Bali)         | 'Woman' in Lala's Dream            | Cameo                                               |
| 1952 | The Stooge                          | Theodore Rogers                    | coguionista (no surt als crèdits)                   |
| 1953 | Scared Stiff                        | Myron Mertz                        |                                                     |
| 1953 | The Caddy                           | Harvey Miller, Jr.                 |                                                     |
| 1953 | Money from Home                     | Virgil Yokum                       |                                                     |
| 1954 | Living It Up                        | Homer Flagg                        |                                                     |
| 1954 | 3 Ring Circus                       | Jerome F. Hotchkiss                | Re-estrenada el 1978 com 'Jerrico The Wonder Clown' |
| 1955 | You're Never Too Young              | Wilbur Hoolick                     |                                                     |
| 1955 | Artists and Models                  | Eugene Fullstack                   |                                                     |
| 1956 | Pardners                            | Wade Kingsley Sr/Wade Kingsley Jr. |                                                     |
| 1956 | Hollywood o res (Hollywood or Bust) | Malcolm Smith                      |                                                     |

| Any  | Pel·lícula                                        | Paper | Notes                                                                                                |
| ---- | ------------------------------------------------- | --- | --- |
| 1957 | The Delicate Delinquent                           | Sidney L. Pythias                                                                                          | |
| 1957 | El recluta (The Sad Sack)                         | Private Meredith Bixby                                                                                     | |
| 1958 | Rock-A-Bye Baby                                   | Clayton Poole                                                                                              | |
| 1958 | The Geisha Boy                                    | Gilbert Wooley                                                                                             | |
| 1959 | Don't Give Up The Ship                            | John Paul Steckler I, IV, and VII                                                                          | |
| 1959 | Li'l Abner                                        | Itchy McRabbit                                                                                             | Cameo                                                                                                |
| 1960 | Un marcià a Califòrnia (Visit to a Small Planet)  | Kreton | |
| 1960 | El grum (The Bellboy)                             | Stanley/Himself                                                                                            | També director                                                                                       |
| 1960 | Cinderfella                                       | Cinderfella                                                                                                | |
| 1961 | The Ladies Man                                    | Herbert H. Heebert/Mama Heebert                                                                            | També director                                                                                       |
| 1961 | The Errand Boy                                    | Morty S. Tashman                                                                                           | També director                                                                                       |
| 1962 | It's Only Money                                   | Lester Marsh                                                                                               | |
| 1963 | El professor guillat (The Nutty Professor)        | Professor Julius Kelp/Buddy Love/Baby Kelp                                                                 | També director                                                                                       |
| 1963 | El món és boig, boig, boig                        | Home que corre                                                                                             | Cameo                                                                                                |
| 1963 | Who's Minding the Store?                          | Norman Phiffier                                                                                            | |
| 1964 | The Patsy                                         | Stanley Belt/Cantant del Trio                                                                              | També director                                                                                       |
| 1964 | The Disorderly Orderly                            | Jerome Littlefield                                                                                         | |
| 1965 | The Family Jewels                                 | Willard Woodward/James Peyton/Everett Peyton/Julius Peyton/Capt. Eddie Peyton/Skylock Peyton/'Bugs' Peyton | També director                                                                                       |
| 1965 | Boeing Boeing                                     | Robert Reed                                                                                                | |
| 1966 | Three On A Couch                                  | Christopher Pride/Warren/Raintree Ringo/Rutherford/Heather                                                 | També director                                                                                       |
| 1966 | Way...Way Out                                     | Pete Mattermore                                                                                            | |
| 1967 | L'altra cara del gàngster (The Big Mouth)         | Gerald Clamson/Syd Valentine                                                                               | També director                                                                                       |
| 1968 | Don't Raise the Bridge, Lower the River           | George Lester                                                                                              | |
| 1969 | El pescador pescat (Hook, Line & Sinker)          | Peter Ingersoll/Fred Dobbs                                                                                 | |
| 1970 | Una altra vegada (One More Time)                  | Veu en off                                                                                                 | També director                                                                                       |
| 1970 | Which Way to the Front?                           | Brendon Byers III                                                                                          | També director                                                                                       |
| 1981 | Hardly Working                                    | Bo Hooper                                                                                                  | També director. Estrenada a Europa el 1980                                                           |
| 1983 | The King of Comedy                                | Jerry Langford                                                                                             | Filmada el 1981. Estrenada a Europa el 1982.                                                         |
| 1983 | Cracking Up                                       | Warren Nefron/Dr. Perks                                                                                    | També director. Estrenada directament en cable/vídeo. Estrena en pantalles el 1985 com 'Smorgasbord' |
| 1984 | Slapstick of Another Kind                         | Wilbur Swain/Caleb Swain                                                                                   | Estrenada a Europa el 1982                                                                           |
| 1984 | Retenez Moi...Ou Je Fais Un Malheur               | Jerry Logan                                                                                                | Versió francesa.                                                                                     |
| 1984 | Par Où T'es Rentré? On T'a Pas Vu Sortir          | Clovis Blaireau                                                                                            | French Release.                                                                                      |
| 1987 | Fight for Life                                    | Dr. Bernard Abrams                                                                                         | Telefilm                                                                                             |
| 1989 | Cookie                                            | Arnold Ross                                                                                                | |
| 1992 | El rei del dissabte a la nit (Mr. Saturday Night) | convidat                                                                                                   | Cameo                                                                                                |
| 1994 | El somni d'Arizona (Arizona Dream)                | Leo Sweetie                                                                                                | Filmada el 1991. Estrenada a Europa el 1993.                                                         |
| 1995 | Funny Bones                                       | George Fawkes                                                                                              | |
| 2008 | The Nutty Professor                               | Professor Julius Kelp/Buddy Love (veu)                                                                     | |
| 2010 | Curious George 2: Follow That Monkey!             | Cap d'estació (veu)                                                                                        | |
| 2010 | Max Rose                                          | Max Rose                                                                                                   | preproducció                                                                                         |

### Altra filmografia
- Screen Snapshots: Thirtieth Anniversary Special (1950) (Curt)
- My Friend Irma Goes West Tràiler (1950) (escenes filmades per un tràiler promocional)
- Sailor Beware Tràiler (1951) (escenes filmades per un tràiler promocional)
- Scared Stiff Tràiler (1953) (escenes filmades per un tràiler promocional)
- Living It Up Tràiler (1954) (escenes filmades per un tràiler promocional)
- The Bellboy Tràiler (1960) (escenes filmades per un tràiler promocional)
- Raymie (1960)
- The Nutty Professor Trailer (1964) (escenes filmades per un tràiler promocional)
- The Disorderly Orderly Tràiler (1964) (escenes filmades per un tràiler promocional)
- Man in Motion (1966) (Tràiler per Three On A Couch)
- Boy (curt de 8 minuts del film How Are the Kids?) (1990) (guionista & Director només)
- The Making of Mr. Saturday Night (1992) (Documental per Mr. Saturday Night)

### Altres aparicions de TV
- The Colgate Comedy Hour (1950) Martin and Lewis
- What's My Line? (1954) (TV, episodi 191 amb Dean Martin com the 'mystery guests')
- What's My Line? (1956) (TV, episodi 320 com the 'mystery guest')
- What's My Line? (1956) (TV, episodi 336 com a 'guest panelist')
- The Jerry Lewis Show (1957)
- Startime (1959) (TV, episode, The Jazz Singer)
- Celebrity Golf (1960)
- What's My Line? (1960) (TV, episodi 522 com the 'mystery guest')
- What's My Line? (1961) (TV, episodi 578 com a 'guest panelist')
- What's My Line? (1962) (TV, episodi 619 com the 'mystery guest')
- The Jerry Lewis Show (1963) (13 episodis)
- Ben Casey (1964) (TV, episodi, "A Little Fun to Match the Sorrow" com 'Doctor Greene')
- The Andy Williams Show (1965)
- Hullabaloo (1965) (amb el seu fill Gary Lewis)
- Batman (1966) (TV, episodi "The Bookworm Turns")
- What's My Line? (1966) (TV, episodi 818 com the 'mystery guest')
- Password (1966)
- Sheriff Who, (1966) (NBC TV Pilot)
- Jerry Lewis Show (1967-1969)
- Playboy After Dark (1968)
- The Red Skelton Show (1970)
- The Bold Ones (1970)
- The Englebert Humperdinck Show
- The Dick Cavett Show (1973)
- Celebrity Sportsman (1974)
- Circus of the Stars (1979)
- Pink Lady (1980)
- Rascal Dazzle (1980)
- Saturday Night Live (1983)
- The Jerry Lewis Show (1984) (5 episodis)
- Wiseguy (1988) (Sèrie TV, quatre episodis)
- Mad About You (1993) (TV, episodi "The Billionaire")
- The Simpsons (2003) (TV, episodi "Treehouse of Horror XIV" com a Professor John Frink Sr.)
- Law & Order: Special Victims Unit (2006) (TV, episodi "Law & Order: Special Victims Unit" com Andrew Munch)
- Animaniacs